# Just Pretend
Just Pretend è un singolo del gruppo musicale statunitense Bad Omens, pubblicato il 23 agosto 2022 come quinto estratto dal terzo album in studio The Death of Peace of Mind.

## Descrizione
Il brano è stato concepito in maniera ironica dal frontman Noah Sebastian, che voleva dimostrare quanto fosse facile comporre musica rock moderna «noiosa da morire» e confezionata appositamente per le radio. Dopo essere partito da un riff di chitarra e da una base in loop, il cantante ha iniziato a trattare la demo in maniera più seria una volta che ha sperimentato con il ritornello. Coinvolto anche il chitarrista Joakim Karlsson il brano è stato ultimato in due giorni, venendo successivamente inciso dai restanti componenti del gruppo.

## Video musicale
Il video, diretto da Erik Rojas e basato su una sceneggiatura di Sebastian, è stato reso disponibile l'8 giugno 2023 attraverso il canale YouTube della Sumerian Records. Esso ha come protagonista un signore anziano (interpretato da Sebastian) che rivive una passata relazione avuta in govinezza attraverso un simulatore di memoria, attraversandone i vari momenti fino a quando il simulatore non si guasta e lo porta nuovamente in crisi.

## Formazione
Hanno partecipato alle registrazioni, secondo le note di copertina di The Death of Peace of Mind:
Gruppo
- Noah Sebastian – voce, programmazione
- Joakim Karlsson – chitarra, programmazione, voce aggiuntiva
- Nicholas Ruffilo – chitarra, basso
- Nick Folio – batteria

Produzione
- Noah Sebastian – produzione, ingegneria del suono
- Joakim Karlsson – produzione, ingegneria del suono
- Matt Dierkens – ingegneria del suono
- Zakk Cervini – missaggio, mastering
- Nik Trekov – assistenza al missaggio

## Successo commerciale
Just Pretend ha rappresentato il primo vero successo per i Bad Omens, ottenendo popolarità presso la piattaforma di video TikTok, che ha permesso al singolo di raggiungere la top 50 della Spotify Viral 50 statunitense stilata da Spotify. Nel mese di novembre il singolo ha conquistato la vetta della Hard Rock Digital Song Sales stilata da Billboard, raggiungendo inoltre la soglia delle 19 milioni di riproduzioni streaming globali su Spotify; nel marzo 2023 è invece salito in prima posizione nella Mainstream Rock Airplay dopo una permanenza di 27 settimane nella classifica, divenendo pertanto il quarto brano nella storia della classifica ad aver impiegato più tempo a raggiungere la cima.
Il 12 luglio 2023 il singolo è stato certificato disco d'oro dalla RIAA, segnando la prima certificazione in assoluto per il gruppo.

## Classifiche

### Classifiche settimanali
| Classifica (2023-24)             | Posizione massima |
| -------------------------------- | ----------------- |
| Canada (rock)                    | 18                |
| Regno Unito (rock & metal)       | 24                |
| Stati Uniti (alternative)        | 1                 |
| Stati Uniti (hard rock)          | 1                 |
| Stati Uniti (mainstream rock)    | 1                 |
| Stati Uniti (rock & alternative) | 11                |

### Classifiche di fine anno
| Classifica (2023)                | Posizione |
| -------------------------------- | --------- |
| Stati Uniti (alternative)        | 6         |
| Stati Uniti (hard rock)          | 1         |
| Stati Uniti (mainstream rock)    | 11        |
| Stati Uniti (rock & alternative) | 14        |